# Керкира (стадион)
Национальный стадион Керкира - стадион в Корфу. В настоящее время используется в основном проведения футбольных матчей и является домашней ареной для Керкира.
Рекорд посещаемости был в 1974 году во время матча между Керкира и ПАС (футбольный клуб, Янина) тот матч посетило около 5000 человек.